# Sint-Urbanuskerk (Ouderkerk aan de Amstel)
De Sint-Urbanuskerk is een rooms-katholieke kerk van 1867 in Ouderkerk aan de Amstel in de Nederlandse provincie Noord-Holland.
De kerk is gelegen aan de zuidwestkant van Ouderkerk, bij de Kerkbrug over het riviertje de Bullewijk, aan de rand van de polder de Rondehoep.
De kerk, in vorm een kruisbasiliek, in neogotische stijl, is van de architect Pierre Cuypers die ook de Urbanuskerk in Bovenkerk (Amstelveen) heeft ontworpen. In de kerk bevinden zich een orgel van Jacobus Vollebregt, gebrandschilderde ramen van Frans Nicolas en Heinrich Geuer en tegeltableaus van Jos Cuypers (uit 1901).
De kerk en de pastorie zijn sinds 1998 beschermd als rijksmonument.

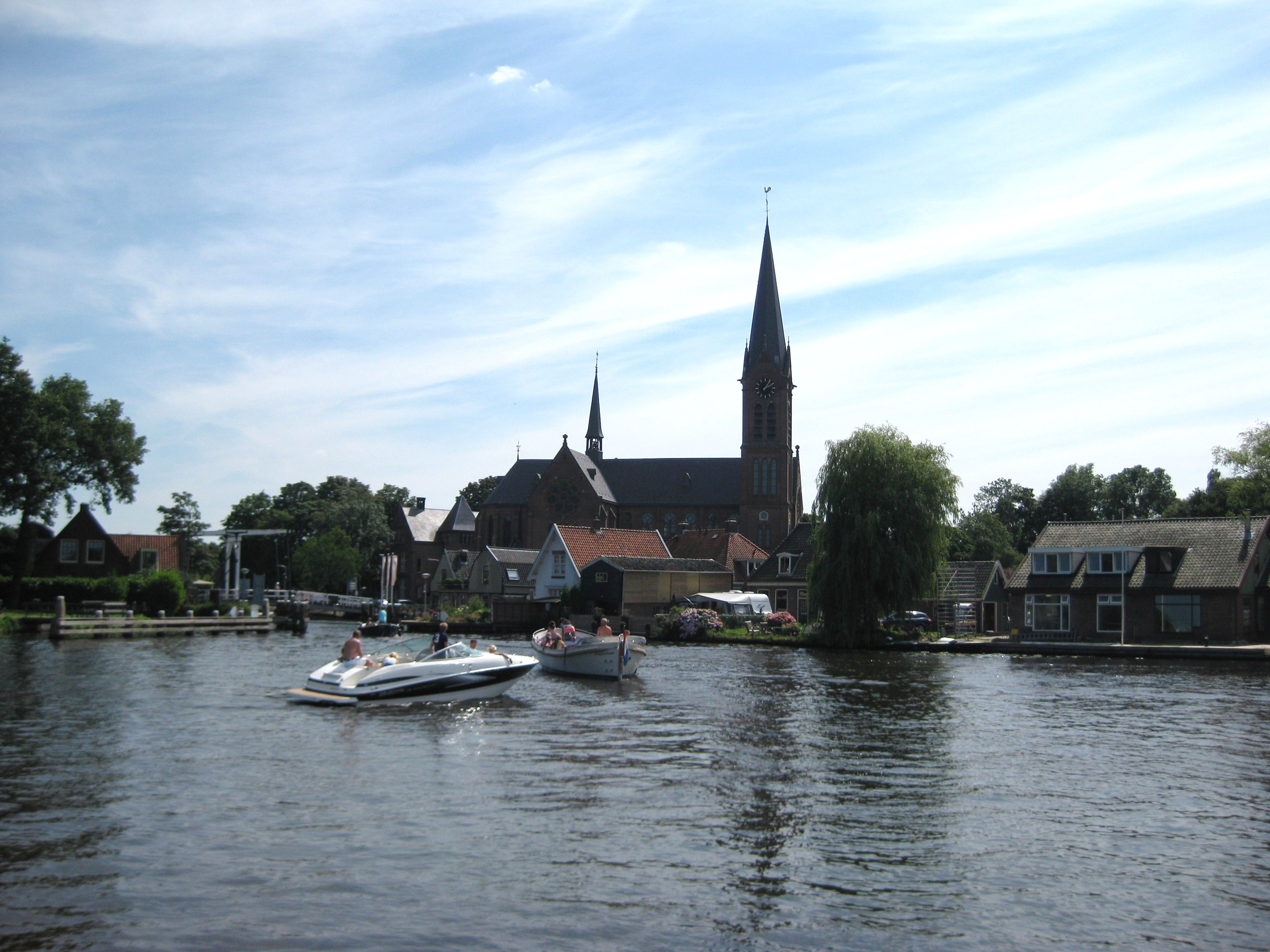
De kerk gezien vanaf de Amstel, met links de Kerkbrug over de Bullewijk
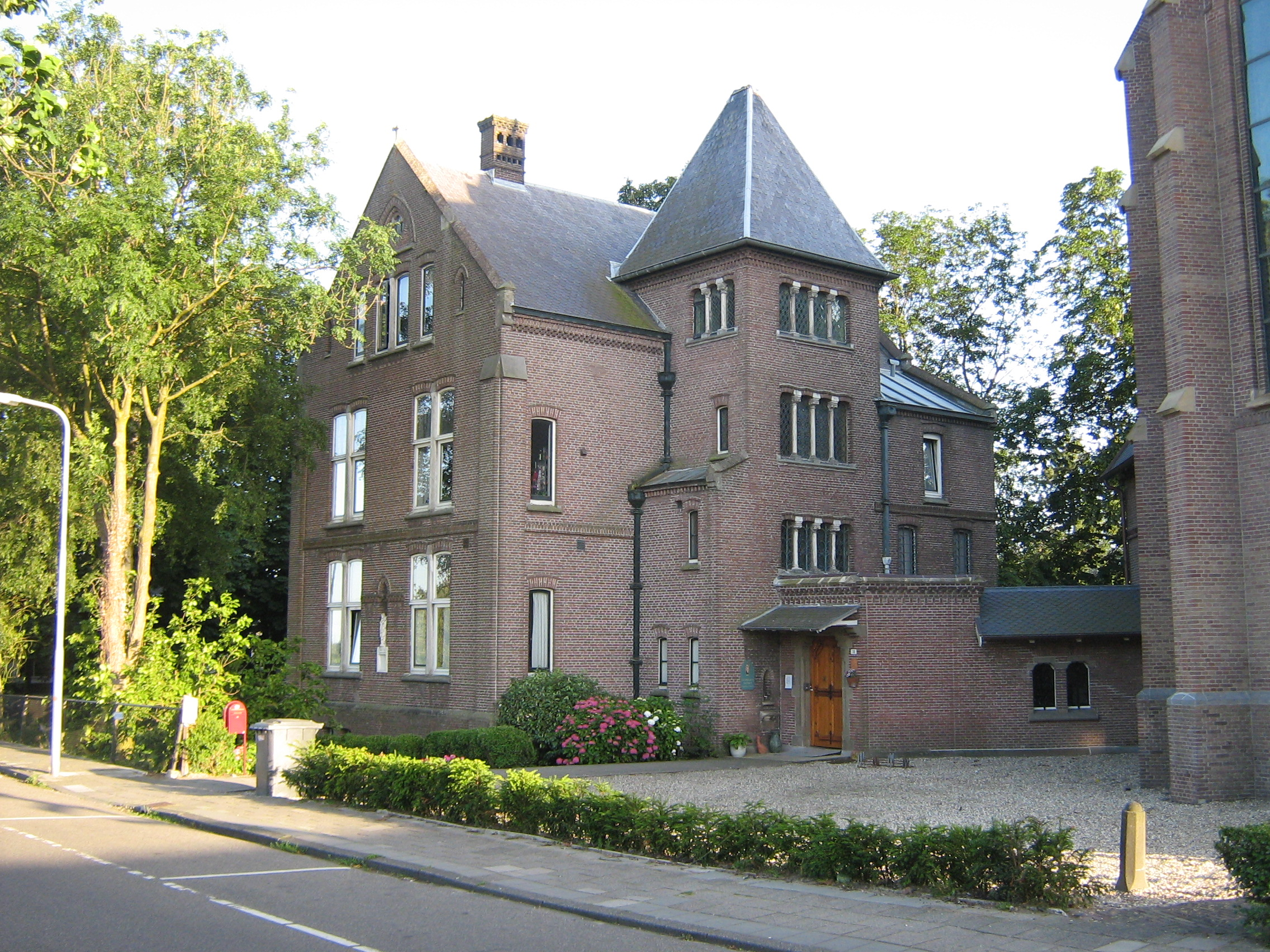
De pastorie, met rechts de kerk